# Rue des Chantres
Rue des Chantres är en gata på Île de la Cité i Quartier Notre-Dame i Paris 4:e arrondissement. Gatan är uppkallad efter kantorn (franska chantre) i Notre-Dame, som förr i tiden hade sin bostad här. Rue des Chantres börjar vid Quai aux Fleurs 11 och Rue des Ursins 1 och slutar vid Rue Chanoinesse 10. Gatan namngavs år 1540.

## Bilder
| - Gatuskylt. - Rue des Chantres, sedan från Rue Chanoinesse. - Rue des Chantres år 1909. Notre-Dames spira i bakgrunden. |

## Omgivningar
- Notre-Dame
- Sainte-Chapelle
- Chapelle Saint-Aignan
- Jardinet de la Rue des Ursins
- Pont Saint-Louis
- Au Vieux Paris

## Kommunikationer
- Tunnelbana – linje  – Cité
- Busshållplats Pont d'Arcole – Paris bussnät, linje 75
- Busshållplats Quai aux Fleurs – Pont Saint-Louis – Paris bussnät, linje 75

### Webbkällor
- ”Rue des Chantres”. Mairie de Paris. https://web.archive.org/web/20181210015820/http://www.v2asp.paris.fr/commun/v2asp/v2/nomenclature_voies/Voieactu/1761.nom.htm. Läst 25 mars 2022.
- ”Rue des Chantres (4ème arrondissement)”. Les rues de Paris. https://web.archive.org/web/20170512023514/http://www.parisrues.com/rues04/paris-04-rue-des-chantres.html. Läst 25 mars 2022.